# سفيدارك
سفيدارك هي قرية في مقاطعة ساوجبلاغ، إيران. يقدر عدد سكانها بـ 195 نسمة بحسب إحصاء 2016.